# Lost
Lost (en català, "Perduts") és una sèrie de televisió estatunidenca que va emetre la cadena ABC durant sis temporades. Combina el drama, el suspens i l'aventura, tot això amanit amb tocs d'humor. Creada per J. J. Abrams, és produïda per Bad Robot Production i Touchstone Television. La història se centra en les vides d'un grup de supervivents d'un accident aeri, que van a parar a una illa "deserta" del sud de l'oceà Pacífic plena de misteris i anomalies. En les primeres temporades, sobretot, cada capítol té un protagonista principal, al voltant del qual gira l'argument de l'episodi. A la majoria de capítols, el personatge central es troba davant d'un conflicte interior relacionat amb algun aspecte de la seva vida anterior i que és mostrat en escenes retrospectives durant l'episodi.
Encara que les tres primeres temporades tingueren més de vint capítols (25 la primera, 24 la segona i 23 la tercera), les tres darreres foren sensiblement més curtes (14 la quarta -reduïda per la vaga de guionistes de 2007–2008-, 17 la cinquena i 18 la darrera). Això és degut a l'acord a què van arribar els productors i els creadors de la sèrie. Aquests últims tenien la intenció que la sèrie durés 5 temporades de 24 capítols cadascuna, ja que la trama està pensada perquè tots els misteris que s'han anat presentant fins avui es resolguin sense allargar-la innecessàriament.

## Format de la sèrie
La sèrie està formada en la seva major part per episodis d'uns 42 minuts que solen combinar l'acció a l'illa amb una sèrie de salts enrere (o flasbacks) o bé salts endavant (o flashforwards) relatius a algun dels personatges. Aquests salts narratius només solen implicar un personatge per episodi (encara que a vegades hi ha referències creuades entre ells), i permeten que segons avança la sèrie cada cop es conegui més de la vida d'aquests personatges. Els capítols solen contenir també multitud d'enigmes i situacions sense explicació aparent.
Hi ha diversos tipus de salts emprats en la sèrie. El més comú és aquell que mostra part de la vida del personatge abans de prendre l'avió. Però també hi ha hagut exemples de salts enrere en els que som testimonis del que li ha passat al personatge central d'aquest capítol hores o dies abans de la línia temporal actual que porti dit episodi (mostrant, per tant, moments passats però ocorreguts ja en l'illa). Aquest recurs s'ha emprat en Lost sobretot a l'hora d'introduir nous personatges (com als supervivents de la cua de l'avió en la segona temporada, o a Nikki i Paulo a la tercera.
A partir de l'últim capítol de la 3a temporada, es va començar a substituir el salt enrere per salts endavant, que consisteixen en moments futurs a l'acció de l'illa. Des de llavors, a vegades es juguen amb salts enrere i salts endavant dins del mateix capítol.

## Argument
El vol 815 d'Oceanic Airlines, que anava de Sydney (Austràlia) a Los Angeles (Estats Units), s'estavella en una remota illa del Pacífic. Degut a diversos problemes ocorreguts durant el vol, l'avió va haver de desviar la seva trajectòria després d'haver perdut les comunicacions. Això deixa a un grup de supervivents en una illa en mig del no-res.
Després de l'accident, els passatgers supervivents s'adonen de quina és la seva situació, i que és possible que ningú vagi a rescatar-los un futur pròxim. A més, des de molt aviat comencen a observar fenòmens estranys a l'illa, i entenen que si volen sobreviure han de romandre junts. El personatge que inicialment s'erigeix en "líder" d'aquesta comunitat és el doctor Jack B. Shepard Jr.

## Producció
La cadena ABC havia decidit produir la sèrie abans fins i tot que hi hagués un guió escrit. Només va caldre que J. J. Abrams i Damon Lindelof exposessin un esbós de la sèrie perquè prenguessin aquesta decisió. Les escenes es roden a l'illa d'Oahu (Hawaii).
Els guionistes tenien pensat que el personatge de Jack B. Shepard Jr morís en el primer episodi. Tanmateix, el paper que exerceix en aquests primers capítols no feia convenient que abandonés la sèrie. Això permet a Matthew Fox integrar-se a l'elenc. L'actor Josh Holloway va intentar dissimular el seu accent del sud en les seves primeres escenes. No va deixar de fer-ho fins que el director J. J. Abrams li va dir que el seu accent era precisament una de les raons per les quals havia estat contractat.

## Personatges principals

### Primera temporada

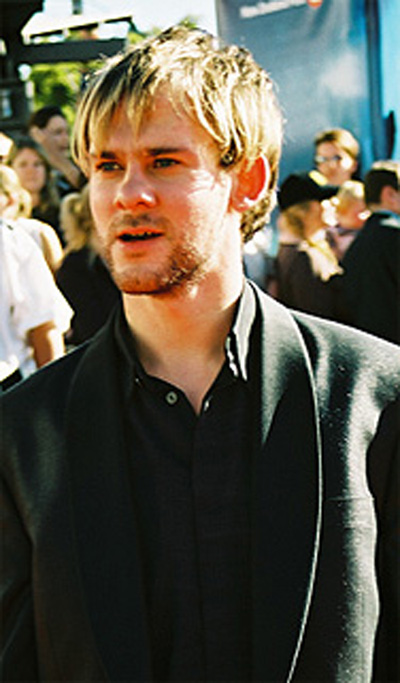
Dominic Monaghan interpreta en Charlie.

- Naveen Andrews és Sayid Jarrah: exoficial de l'exèrcit iraquià.
- Emilie de Ravin és Claire Littleton: mare d'Aaron.
- Matthew Fox és Jack Shephard: metge cirurgià.
- Jorge Garcia és Hugo "Hurley" Reyes: guanyador de la loteria.
- Maggie Grace és Shannon Rutherford: germana de Boone.
- Josh Holloway és James "Sawyer" Ford: timador.
- Malcolm David Kelley és Walter "Walt" Lloyd: fill de Michael.
- Daniel Dae Kim és Jin-Soo Kwon: coreà que no parla anglès, marit de Sun.
- Yunjin Kim és Sun-Hwa Kwon: coreana, muller de Jin.
- Evangeline Lilly és Katherine "Kate" Austen: fugitiva.
- Dominic Monaghan és Charlie Pace: ex-estrella de rock, drogoaddicte.
- Terry O'Quinn és John Locke: expert en supervivència.
- Mira Furlan és Danielle Rousseau: francesa que viu a l'illa des de fa 16 anys.
- Harold Perrineau Jr. és Michael Dawson: pare de Walt.
- Ian Somerhalder és Boone Carlyle: germà de Shannon.
- L. Scott Caldwell és Rose: muller de Bernard.
- Fredric Lene és Edward Mars, policia.
- John Terry és Christian Shepard: metge cirurgià, el pare de Jack.
- William Mapother és Ethan Rom: cirurgià, un dels "Altres".
- Daniel Roebuck és Leslie Arzt: professor de secundària.
- Madison és Vincent, el ca de Walt.

### Segona temporada
A part de la majoria dels de la primera temporada també hi apareixen:
- Adewale Akinnuoye-Agbaje és el Sr. Eko, capellà nigerià amb un passat tèrbol.
- Michelle Rodriguez és Ana Lucía Cortez, ex-agent de policia.
- Cynthia Watros és Libby, psicòloga clínica.
- Sam Anderson és Bernard, dentista i marit de Rose.
- Henry Ian Cusick és Desmond David Hume habitant del búnquer
- Michael Emerson diu que s'anomena Henry Gale, suposat supervivent d'un accident a l'illa.
- Sonya Walger és Penny Widmore, ex-promesa de Desmond.
- Alan Dale és Charles Widmore, poderós empresari, pare de Penny.

### Tercera temporada
A part de la majoria dels de la primera i segona temporades, també hi apareixen:
- Michael Emerson és Ben (aquest és el seu nom real): el cap dels "altres".
- Elizabeth Mitchell és Juliet: metgessa experta en fertilitat, una dels "altres".
- Brett Cullen és Goodwin: un dels "altres".
- Blake Bashoff és Karl: xicot de Alex.
- M.C. Gainey és Tom Friendly: un dels "altres".
- Tania Raymonde és Alex: filla de Rousseau.
- Kiele Sánchez és Nikki: una supervivent de l'accident.
- Rodrigo Santoro és Paulo: un supervivent de l'accident.
- Nestor Carbonell és Richard Alpert: un dels "altres".
- Andrew Divoff és Mikhail Bakunin: ex-militar soviètic i un dels "altres".
- Marsha Thomason és Naomi Dorrit: membre d'un suposat equip de rescat.

### Quarta temporada
A part de la majoria dels de les primeres tres temporades, també hi apareixen:
- Lance Reddick és Matthew Abaddon: advocat d'Oceanic Airlines.
- Fisher Stevens és George Minkowski: oficial de comunicacions.
- Jeremy Davies és Daniel Faraday: físic, membre de l'"equip de rescat".
- Ken Leung és Miles Straume: membre de l'"equip de rescat", capaç de comunicar-se amb els morts.
- Rebecca Mader és Charlotte Lewis: antropòloga, membre de l'"equip de rescat".
- Jeff Fahey és Frank Lapidus: pilot d'helicòpter, membre de l'"equip de rescat".
- Kevin Durand és Martin Keamy: líder dels militars.

### Cinquena temporada
A part de la majoria dels de les primeres quatre temporades, també hi apareixen:
- Saïd Taghmaoui és Caesar: Tripulant 2n avió.
- Zuleikha Robinson és Iliana: Caçadora de recompenses.

## Connexions
La sèrie està plena de diverses coincidències "casuals" que els creadors han introduït al guió suposadament amb el motiu de donar peu a que els espectadores decideixin quines són significatives i quines no. Entre aquestes coincidències s'hi troben:
- Relacions casuals entre els personatges abans de l'accident. Als flashbacks es mostra com les vides d'alguns personatges es creuen amb les d'altres, fins i tot encara que ells no ho sàpiguen.

- Aparicions d'"Els números". "Els números" són una sèrie de xifres que en un principi s'emetien a través del radiotransmissor existent a l'illa. Va ser aquest missatge el que va conduir l'expedició de na Rousseau fins a l'illa. Malgrat que més endavant es canvia el missatge, els números han estat sentits per altres persones, entre elles en Hurley, que creu que estan maleïts. Al llarg de la sèrie els números apareixen junts o per separat en moltes ocasions.

- Als flashbacks dels personatges es mostren a vegades objectes o animals que a l'illa se fan presents o, també, persones que potser existeixen solament en la seva imaginació.

## Els números
Els nombres 4, 8, 15, 16, 23, 42 apareixen en diversos capítols i tenen molt significat a la trama. En el quart capítol de la sisena temporada, apareixen en una cova els noms dels protagonistes amb un número assignat: 4 per a en Locke, 8 per a n'Hugo Reyes, 15 per a en James Ford, 16 per a en Sayid Jarrah, 23 per a en Jack Shepard i 42 per a en Kwon.

## La Iniciativa Dharma
La Iniciativa Dharma és un misteriós projecte amb una àmplia presència a l'illa on estan perduts els supervivents del vol 815 d'Oceanic Airlines. Molta informació sobre aquest projecte es deriva dels vídeos d'orientació trobats en diverses estacions ubicades a l'illa.
La Iniciativa es suposa que va ser fundada el 1970 per Gerald i Karen DeGroot, estudiants de doctorat a la Universitat de Míchigan. Va ser o està financiada per l'industrial danès i magnat de les armes Alvar Hanso i la seva Fundació Hanso. Suposadament, el propòsit de la Iniciativa era crear "un recinte d'investigació a gran escala on científics i lliurepensadors de tot el món es dediquessin a la recerca en meteorologia, psicologia, parapsicologia, zoologia, electromagnetisme i utopia social".
Els Altres, liderats per Ben, fill d'un membre de la mateixa Iniciativa Dharma, van acabar matant a tots els integrants de l'organització amb un gas verinós provinent de l'estació La Tempesta.

## Els Altres
Els Altres és el nom genèric amb què els supervivents de l'accident del vol 815 d'Oceanic, anomenen als que se trobaven en l'illa abans que ells s'estimbessin. La Iniciativa Dharma els solia anomenar Hostils o Nadius.
Es tracta d'una comunitat que, pel que se sap, estan dirigits actualment per Benjamin Linus, nou protector de l'illa, i han viscut tota la vida en aquell lloc. No s'aclareixen les seves intencions exactes o les seves motivacions, però sembla que sobreviuen a l'illa utilitzant les estructures que Dharma va deixar enrere després d'haver exterminat la Iniciativa, i viuen en la mateixa zona residencial que aquesta va ocupar.
Segons paraules de Ben Linus, només busquen a les bones persones i als nens, motiu pel qual es van infiltrar entre els supervivents amb l'objectiu d'identificar-los i segrestar-los després.
Els Altres coneixen perfectament tots els secrets de l'illa així com les investigacions que va realitzar Dharma i com sortir-ne i entrar-hi.

## Teories
El complex i críptic desenvolupament de Lost dona peu a nombroses teories possibles per a explicar els enigmes de la sèrie, com en el seu moment va passar per exemple amb Twin Peaks. Aquestes teories es refereixen no solament a les respostes fonamentals de l'argument, relatives a l'illa i als supervivents, sinó a tots els detalls sense resposta que se van acumulant amb el transcurs dels capítols. Els creadors afirmen que els diversos enigmes tenen una explicació i que serà eventualment mostrada en el transcurs posterior de la sèrie.